# Buru
Buru ist eine stark bewaldete indonesische Insel und gehört zur Inselgruppe der Molukken.

## Geographie
Im Osten liegen die Nachbarinseln Seram und Ambon, die trennende Meeresstraße heißt Manipastraße (Selat Manipa). Im Südosten befindet sich die kleine Insel Ambelau (Ambalau). Buru ist 8.473 km² groß und wird von etwa 124.000 Menschen bewohnt.
Buru teilt sich in zwei Regierungsbezirke (Kabupaten) der Provinz Maluku: Buru mit der Hauptstadt Namlea im Nordosten der Insel und Südburu (Buru Selatan) mit der Hauptstadt Namrole an der Südküste. Die höchste Erhebung ist der Gunung Kaplamada mit 2729 m Höhe im Westen der Insel.

## Bevölkerung und Wirtschaft
Die Urbevölkerung (Buru, Kayeli, Lisela) siedelt heute vor allem im Landesinneren; an der Küste leben Sulanesen, Araber und Chinesen. Wichtige Wirtschaftszweige sind der Anbau von Zuckerrohr, Gewürzen und Kokospalmen.

## Fauna
Auf Buru lebt der Molukken-Hirscheber (Babyrousa babyrussa), der sonst nur auf den Inseln Mangole und Taliabu vorkommt. Die Burutaube ist eine nur auf dieser Insel vorkommende Art der Grüntauben.

## Geschichte
Die Insel wurde 1365 zum ersten Mal erwähnt, ab 1658 begann die holländische Kolonialzeit, der Name wurde „Boeroe“ geschrieben. 1915 war Buru innerhalb der Verwaltung von Niederländisch-Ostindien der Afdeeling (Abteilung) Ambonia zugeordnet und bildete die Onderafdeeling (Unterabteilung) B. Die Insel war durch Schiffe der niederländischen KPM mit Ambon, Makassar, Ternate und Sanana verbunden.
Zu Beginn von Präsident Suhartos „Neuer Ordnung“ in den späten 1960er und 1970er Jahren diente Buru als Gefängnisinsel, auf der Tausende von politischen Gefangenen Haftstrafen absaßen, darunter der Schriftsteller Pramoedya Ananta Toer.